# Većeslav Holjevac
Većeslav „Veco“ Holjevac (* 22. August 1917 in Karlovac; † 11. Juli 1970 in Zagreb) war ein jugoslawischer Partisanenkommandant, Korpskommissar und von 1952 bis 1962 Bürgermeister Zagrebs, wobei er die Trabantenstadt Novi Zagreb verantwortete.

## Leben
Ab 1939 war er Parteimitglied der SKJ. Im Krieg war er Kommandant verschiedener Partisaneneinheiten, zuletzt Politkommissar des I. Korps, der kroatischen „Volksbefreiungsarmee“ und im Mai 1945 Militärbefehlshaber von Zagreb (Agram).
1947 wurde er Chef der jugoslawischen Militärmission in Berlin.
Ab 1948 war er Minister für die befreiten Gebiete Kroatiens, ab 1950 Arbeitsminister der Belgrader Bundesregierung und danach kroatischer Verkehrsminister. Daraufhin wurde er Volksratspräsident (Bürgermeister) von Zagreb und schließlich Mitglied der kroatischen Landesregierung (Exekutivrat) im Ministerrang. Zwei Jahre nach Veröffentlichung der Deklaration über die Bezeichnung und Stellung der kroatischen Schriftsprache (1967) wurde er gezwungen, sich aus dem politischen Leben zurückzuziehen.

## Veröffentlichungen
- Hrvati ïzvan domovine: drugo, prošireno izdanje; 1967
- Zapisi iz rodnog grada; 1972